# Stuart Bingham
Stuart Bingham (n. 21 mai 1976, Basildon, Anglia, Regatul Unit) este un jucător englez de snooker.
În 2015 a devenit campion mondial după victoria cu 18-15 în finala contra lui Shaun Murphy. A realizat breakul maxim de nouă ori. Cea mai bună clasare din carieră este locul 2 mondial, ocupat în perioada mai 2015-martie 2017.
În 2018 a jucat finala la turneul Romanian Masters desfășurat la Circul Metropolitan București.

## Finalele carierei

### Turnee de puncte: 12 (6 titluri)
| Legendă                   |
| ------------------------- |
| Campionatul Mondial (1–0) |
| Altele (5–6)              |

| Rezultat | Nr. | An   | Turneu                    | Adversar în finală | Scor  |
| -------- | --- | ---- | ------------------------- | ------------------ | ----- |
| Campion  | 1.  | 2011 | Openul Australian         | Mark Williams      | 9–8   |
| Finalist | 1.  | 2012 | Wuxi Classic              | Ricky Walden       | 4–10  |
| Finalist | 2.  | 2013 | Openul Galez              | Stephen Maguire    | 8–9   |
| Campion  | 2.  | 2014 | Mastersul de la Shanghai  | Mark Allen         | 10–3  |
| Campion  | 3.  | 2015 | Campionatul Mondial       | Shaun Murphy       | 18–15 |
| Finalist | 3.  | 2016 | Openul Mondial            | Shaun Murphy       | 9–10  |
| Campion  | 4.  | 2017 | Openul Galez              | Judd Trump         | 9–8   |
| Finalist | 4.  | 2017 | Mastersul European        | Judd Trump         | 7–9   |
| Campion  | 5.  | 2018 | Openul Englez             | Mark Davis         | 9–7   |
| Finalist | 5.  | 2019 | Openul Galez (2)          | Neil Robertson     | 7–9   |
| Campion  | 6.  | 2019 | Gibraltar Open            | Ryan Day           | 4–1   |
| Finalist | 6.  | 2025 | Marele Premiu Mondial (2) | Neil Robertson     | 0–10  |

### Turnee minore: 4 (4 titluri)
| Rezultat | Nr. | An   | Turneu            | Adversar în finală | Scor |
| -------- | --- | ---- | ----------------- | ------------------ | ---- |
| Campion  | 1.  | 2012 | Zhangjiagang Open | Stephen Lee        | 4–3  |
| Campion  | 2.  | 2012 | Zhengzhou Open    | Li Hang            | 4–3  |
| Campion  | 3.  | 2014 | Dongguan Open     | Liang Wenbo        | 4–1  |
| Campion  | 4.  | 2014 | Haining Open      | Oliver Lines       | 4–0  |

### Turnee invitaționale: 16 (8 titluri)
| Legendă                     |
| --------------------------- |
| The Masters (1–0)           |
| Campionul Campionilor (0–1) |
| Premier League (1–0)        |
| Altele (6–7)                |

| Rezultat | Nr. | An   | Turneu                               | Adversar în finală | Scor |
| -------- | --- | ---- | ------------------------------------ | ------------------ | ---- |
| Campion  | 1.  | 1999 | UK Tour – Event 3                    | Matthew Couch      | 6–1  |
| Campion  | 2.  | 1999 | Merseyside Professional Championship | Stuart Pettman     | 5–1  |
| Finalist | 1.  | 2000 | Benson & Hedges Championship         | Shaun Murphy       | 7–9  |
| Campion  | 3.  | 2002 | WPBSA Open Tour – Event 6            | Matthew Selt       | 5–4  |
| Campion  | 4.  | 2005 | Masters Qualifying Event             | Ali Carter         | 6–3  |
| Campion  | 5.  | 2006 | Masters Qualifying Event (2)         | Mark Selby         | 6–2  |
| Finalist | 2.  | 2008 | Six-red Snooker International        | Ricky Walden       | 3–8  |
| Campion  | 6.  | 2012 | Premier League                       | Judd Trump         | 7–2  |
| Finalist | 3.  | 2013 | Campionul Campionilor                | Ronnie O'Sullivan  | 8–10 |
| Finalist | 4.  | 2014 | Snooker Shoot Out                    | Dominic Dale       | 0–1  |
| Campion  | 7.  | 2015 | Championship League                  | Mark Davis         | 3–2  |
| Finalist | 5.  | 2016 | Six-red World Championship (2)       | Ding Junhui        | 7–8  |
| Finalist | 6.  | 2016 | Campionatul Chinei                   | John Higgins       | 7–10 |
| Finalist | 7.  | 2018 | Romanian Masters                     | Ryan Day           | 8–10 |
| Campion  | 8.  | 2020 | The Masters                          | Ali Carter         | 10–8 |
| Finalist | 8.  | 2022 | Championship League                  | John Higgins       | 2–3  |

### Turnee Pro-am: 13 (11 titluri)
| Rezultat | Nr. | An   | Turneu                           | Adversar în finală | Scor |
| -------- | --- | ---- | -------------------------------- | ------------------ | ---- |
| Campion  | 1.  | 2004 | Pontins Spring Open              | Wayne Cooper       | 5–3  |
| Campion  | 2.  | 2004 | Pontins Autumn Open              | Mark Davis         | 5–2  |
| Campion  | 3.  | 2006 | Pontins Spring Open (2)          | Tom Harris         | 5–2  |
| Finalist | 1.  | 2007 | Pontins Pro-Am – Event 3         | Joe Perry          | 0–4  |
| Campion  | 4.  | 2008 | Pontins Pro-Am – Event 1         | Judd Trump         | 4–3  |
| Campion  | 5.  | 2008 | Pontins Pro-Am – Event 2         | Robbie Williams    | 4–1  |
| Finalist | 2.  | 2008 | Pontins Pro-Am – Event 4         | Joe Perry          | 3–4  |
| Campion  | 6.  | 2008 | Dutch Open                       | Joe Swail          | 6–3  |
| Campion  | 7.  | 2009 | Pontins Spring Open (3)          | Matthew Couch      | 5–1  |
| Campion  | 8.  | 2009 | Paul Hunter English Open         | Simon Bedford      | 6–0  |
| Campion  | 9.  | 2009 | Pontins World Series Grand Final | Ken Doherty        | 3–1  |
| Campion  | 10. | 2012 | Pink Ribbon                      | Peter Lines        | 4–0  |
| Campion  | 11. | 2019 | Pink Ribbon (2)                  | Mark Allen         | 4–3  |

### Turnee de amatori: 4 (2 titluri)
| Rezultat | Nr. | An   | Turneu                         | Adversar în finală | Scor  |
| -------- | --- | ---- | ------------------------------ | ------------------ | ----- |
| Campion  | 1.  | 1996 | English Amateur Championship   | Peter Lines        | 8–4   |
| Campion  | 2.  | 1996 | Campionatul Mondial de Amatori | Stan Gorski        | 11–5  |
| Finalist | 1.  | 1997 | Campionatul Mondial de Amatori | Marco Fu           | 10–11 |
| Finalist | 2.  | 1998 | English Open                   | Shailesh Jogia     | 2–5   |